# Catapodium marinum
Catapodium marinum é uma espécie de planta com flor pertencente à família Poaceae.
A autoridade científica da espécie é (L.) C.E.Hubb., tendo sido publicada em Kew Bulletin 9(2): 375. 1954.

## Portugal
Trata-se de uma espécie presente no território português, nomeadamente em Portugal Continental e no Arquipélago dos Açores.
Em termos de naturalidade é nativa das duas regiões atrás indicadas.

## Protecção
Não se encontra protegida por legislação portuguesa ou da Comunidade Europeia.